# Murexsul coffeebayensis
Murexsul coffeebayensis is een slakkensoort uit de familie van de Muricidae. De wetenschappelijke naam van de soort is voor het eerst geldig gepubliceerd in 2010 door Lussi.